# ماسایا اونوساکا
ماسایا اونوساکا (انگلیسی: Masaya Onosaka; ۱۳ اکتبر ۱۹۶۴ – ) صداپیشگی در ژاپن اهل ژاپن بود. وی از سال ۱۹۸۵ میلادی تاکنون مشغول فعالیت بوده‌است.
از فیلم‌ها یا برنامه‌های تلویزیونی که وی در آن نقش داشته‌است می‌توان به بازیگر هزاره اشاره کرد.